# Tortula solmsii
Tortula solmsii är en bladmossart som beskrevs av Limpricht 1890 (1888). Tortula solmsii ingår i släktet tussmossor, och familjen Pottiaceae. Inga underarter finns listade i Catalogue of Life.